# أمشعراء (مودية)

تعديل مصدري - تعديل

أمشعراء هي إحدى قرى عزلة مودية بمديرية مودية التابعة لمحافظة أبين، بلغ تعداد سكانها 390 نسمة حسب تعداد اليمن لعام 2004.